# کاونچن (شهرستان تورک)
کاونچن (به لهستانی:  Kawęczyn) یک روستا در لهستان است که در گمینا کاونچن واقع شده‌است.